# Justus (biskup koptyjski)
Justus (ur. 14 lipca 1958) – duchowny Koptyjskiego Kościoła Ortodoksyjnego, od 1991 biskup opat Monasteru św. Antoniego.

## Życiorys
12 marca 1982 złożył śluby zakonne. Święcenia kapłańskie przyjął 17 grudnia 1986. Sakrę biskupią otrzymał 17 listopada 1991.